# Adolphe Ier de Berg
Pour les articles homonymes, voir Adolphe Ier.
```
Les données biographiques d'
Adolphe
 
I
er
 de Berg (
Adolf
 
III
 Berg-Hövel) (1045-1106) et ses liens familiaux ne sont pas clairement connus en raison des sources limitées disponibles.
```

## Mariage et descendance
Adolphe épouse Adélaïde de Laufen, avec qui il a pour enfants : 
- Adolf (1090-1160), comte de Berg ;
- Bruno (de) (1100-1137), archevêque de Cologne ;
- Eberhard (-1152), devint en 1143 abbé du monastère de Georgenthal près de Gotha en Thuringe ;
- Gisèle, épouse de Sizzo III de Schwarzbourg.

## Sources
- (nl) Cet article est partiellement ou en totalité issu de l’article de Wikipédia en néerlandais intitulé « Adolf I van Berg » (voir la liste des auteurs).